# Ромни Макдэниэл, Ронна
Ронна Ромни Макдэниэл (англ. Ronna Romney McDaniel, род. 19 января 1973, Остин, Техас, США) — американский политтехнолог, член Республиканской партии, председатель Национального комитета Республиканской партии и бывший председатель Республиканской партии штата Мичиган. Политик в третьем поколении, внучка Джорджа Ромни и племянница Митта Ромни.

## Биография
Она является третьим из пяти детей, рождённых Ронной Стерн Ромни и Скоттом Ромни, старшим братом Митта Ромни. Она училась в средней школе Ласер в Блумфилд Хиллс, штат Мичиган, и университете Бригама Янга.
У Макдэниэл и её мужа Патрика Макдэниэла есть двое детей. Они живут в Нортвилле, Мичиган.

## Карьера
Макдэниэл работала на SRCP Media в качестве менеджера по производству. Она также работала в продюсерской компании Mills James в качестве бизнес-менеджера и менеджером в кадровой фирме Ajilon.
Макдэниэл работала в Мичигане для кампании своего дяди Митта Ромни в 2012 году на пост президента США. Она была избрана представителем Мичигана для Республиканского национального комитета (РНК) в 2014 году.
В 2015 году Макдэниэл баллотировалась председателем Республиканской партии штата Мичиган, получив поддержку со стороны партии и активистов «Чайной партии». На съезде партии в феврале она победила Норма Хьюза и Кима Шмина, получив 55% голосов в первом туре. Она стала преемницей Бобби Скостака, который уступил ей пост председателя на РНК.
Во время президентских выборов в США в 2016 году Макдэниэл служила в качестве делегата на Республиканской национальной конвенции для Дональда Трампа. После президентских выборов 2016 года Макдэниэл стала кандидатом на пост председателя Республиканского национального комитета.
13 ноября 2016 года председатель РНК Райнс Прибус был объявлен новым главой аппарата Белого дома, после чего Макдэниэл стала одной из нескольких претендентов на освободившийся пост. Макдэниел была рекомендована избранным в президенты США Дональдом Трампом на замену Прибусу. Она была официально избрана председателем НКС 19 января 2017 года, став второй женщиной на этом посту в истории РНК после Мэри Луиз Смит.